# 16:10

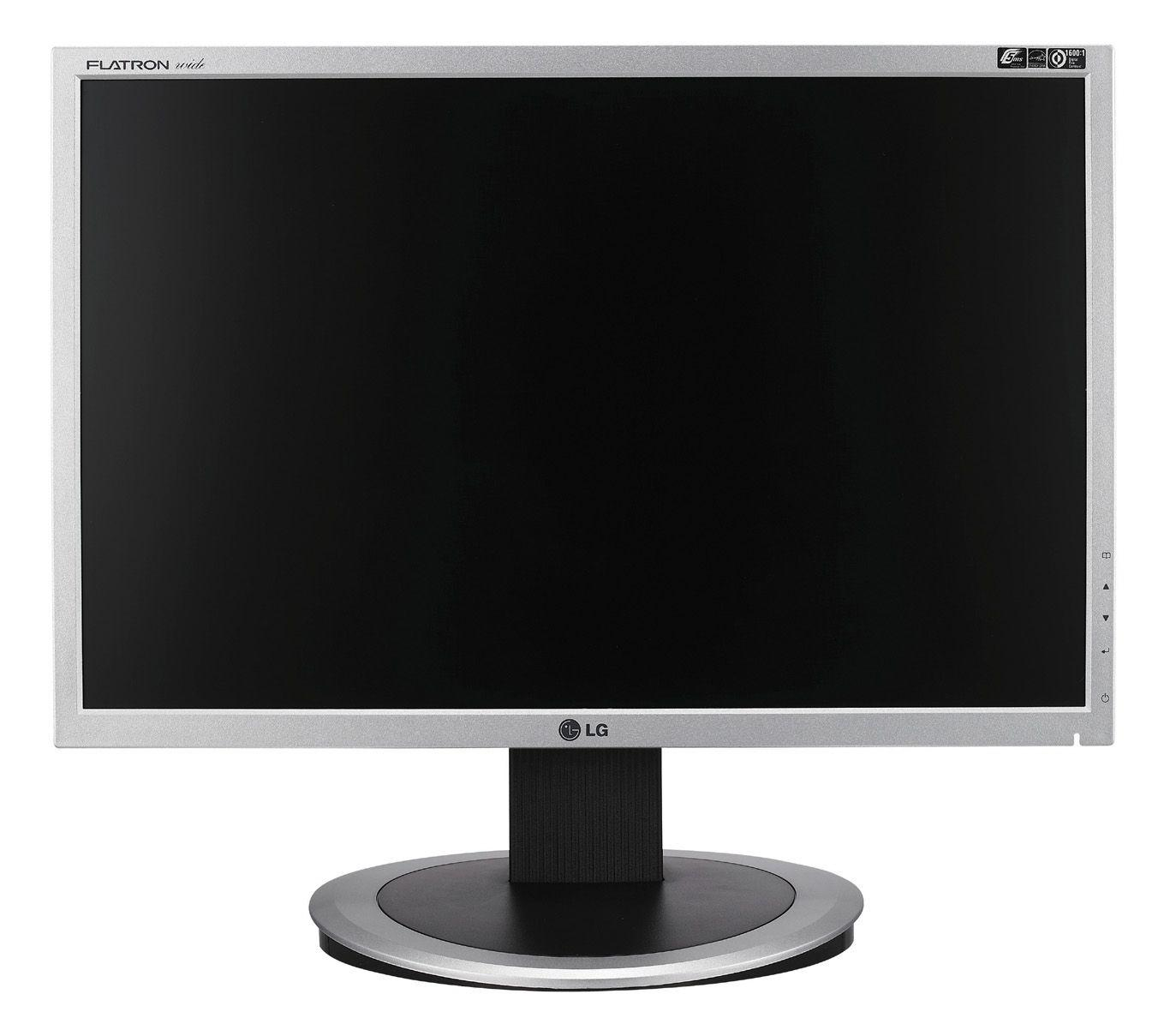
19-ти дюймовий монітор з співвідношенням сторін 16:10, виробництва компанії LG

16:10 (8:5) — це співвідношення сторін, яке в основному використовується для комп'ютерних дисплеїв і планшетних комп'ютерів. Ширина дисплея в 1,6 раза перевищує його висоту. Це співвідношення близьке до золотого співвідношення «{\displaystyle \varphi }» яке приблизно дорівнює 1,618.

## Історія

### Комп'ютерні дисплеї
РК-дисплеї з співвідношенням 16:10 почали з'являтися на ринку з 2003 року. До 2008 року 16:10 став найпоширенішим співвідношенням сторін для РК-моніторів та дисплеїв ноутбуків. Але не зважаючи на це в 2010 році 16:9 стало основним значенням співвідношення сторін для моніторів всього світу, через нижчі затрати на виробництво, та через стандарт HDTV для телебачення.

#### Перехід промисловості до 16:10 з 2003 по 2008 рік
До 2003 року більшість комп'ютерних моніторів мали співвідношення сторін 4:3, а деякі мали 5:4. У період з 2003 по 2006 рік монітори зі співвідношенням сторін 16:10 стали загальнодоступними, спочатку в ноутбуках, а потім і в окремих моніторах.  Такі дисплеї вважалися більш придатними для продуктивного використання в багатьох задачах, таких як обробка тексту та системах автоматизованого проектування.
У 2005—2008, 16:10 обігнав 4:3 як найбільш популярне співвідношення для РК-моніторів.  У той час, 16:10 також мав 90 % ринку ноутбуків і був найбільш часто використовуваним співвідношенням сторін для ноутбуків.  Однак, співвідношення 16:10 мало короткий період правління як найбільш поширене співвідношення сторін.

#### Перехід промисловості до 16:10 з 2008
У 2008—2010 роках виробники комп'ютерних моніторів швидко перейшли до співвідношення сторін 16:9, а до 2011 року 16:10 майже зникли з нових продуктів ринку.  За даними Net Applications, до жовтня 2012 року частка ринку дисплеїв 16:10 знизилася до менш ніж 23 %.
Основною причиною популярності співвідношення 16:9 вважалася ефективність виробництва — оскільки дисплеї для телевізорів використовують співвідношення сторін 16:9, для виробників дисплеїв стало ефективніше виробляти панелі дисплеїв комп'ютера в тому ж співвідношенні.  У доповіді 2008 року DisplaySearch також наводив ряд інших причин, включаючи можливість для виробників ПК та моніторів розширювати асортимент продукції, пропонуючи продукти з ширшими екранами та вищою роздільною здатністю.
Зміна з 16:10 до 16:9 була зустрінута змішаною реакцією.  Нижча вартість комп'ютерних дисплеїв 16:9, а також їх придатність для ігор і фільмів і зручність використання однакових пропорцій на різних пристроях розглядалася як позитивна.  З іншого боку, виникла критика у зв'язку з відсутністю вертикальної нерухомості екрану в порівнянні з дисплеями 16:10 відповідної діагоналі екрану.  З цієї причини деякі вважають, що дисплеї 16:9 менш придатні для виконання завдань, орієнтованих на продуктивність, такі як редагування документів або електронних таблиць, а також використання дизайну або інженерних додатків, які скоріше призначені для вищих, ніж ширших екранів.

### Планшети
Планшети почали користуватися популярністю починаючи з кінця 2010 початку 2011 року і залишаються популярними до наших днів.  Співвідношення сторін екрану для планшетів зазвичай включають 16:10, 16:9 і 4:3.  Планшети повернули популярність співвідношенням 16:10 і 4:3 тому що ці пропорції є більш зручними для цих пристроїв і більш продуктивними.  16:9 менш підходить для ноутбуків, моніторів і планшетів, але Формат залишається широко поширеним в індустрії телебачення і смартфонів, де він більше підходить.
Багато планшетів Android мають співвідношення сторін 16:10, оскільки співвідношення сторін 16:10 підходить для читання книг, і багато паперів мають співвідношення сторін, близьке до 16:10 (наприклад, документи ISO 216 використовують співвідношення сторін 1:1.414). IPad використовує співвідношення сторін 4:3 з аналогічних причин.  Обидва формати набагато ближче до емуляції співвідношення сторін паперу формату А4 (210 × 297 міліметрів або 8,27 × 11,69 дюйма) і були пов'язані з успіхом планшетів з співвідношеннями 16:10 та 4:3.

## Звична роздільна здатність
Список сумісних роздільних здатностей зі співвідношенням 16:10
| Стандарт | Ширина | Висота |
| -------- | ------ | ------ |
| WXGA     | 1280   | 800    |
| WXGA+    | 1440   | 900    |
| WSXGA+   | 1680   | 1050   |
| WUXGA    | 1920   | 1200   |
| WQXGA    | 2560   | 1600   |